# Chironomus
Chironomus is een geslacht van muggen uit de familie van de dansmuggen (Chironomidae).

## Biologie
Chironomus is een geslacht van niet-bijtende muggen in de onderfamilie Chironominae van de familie Chironomidae, die verschillende vreemde soorten bevat die alleen door experts kunnen worden onderscheiden op basis van de kenmerken van hun gigantische chromosomen. De larven van verschillende soorten leven in de diepgelegen zone waar ze relatief hoge dichtheden kunnen bereiken. Ze gebruiken een combinatie van hemoglobine-achtige eiwitten en golvende bewegingen in hun holen om zuurstof te verkrijgen in slecht geoxygeneerde habitats.

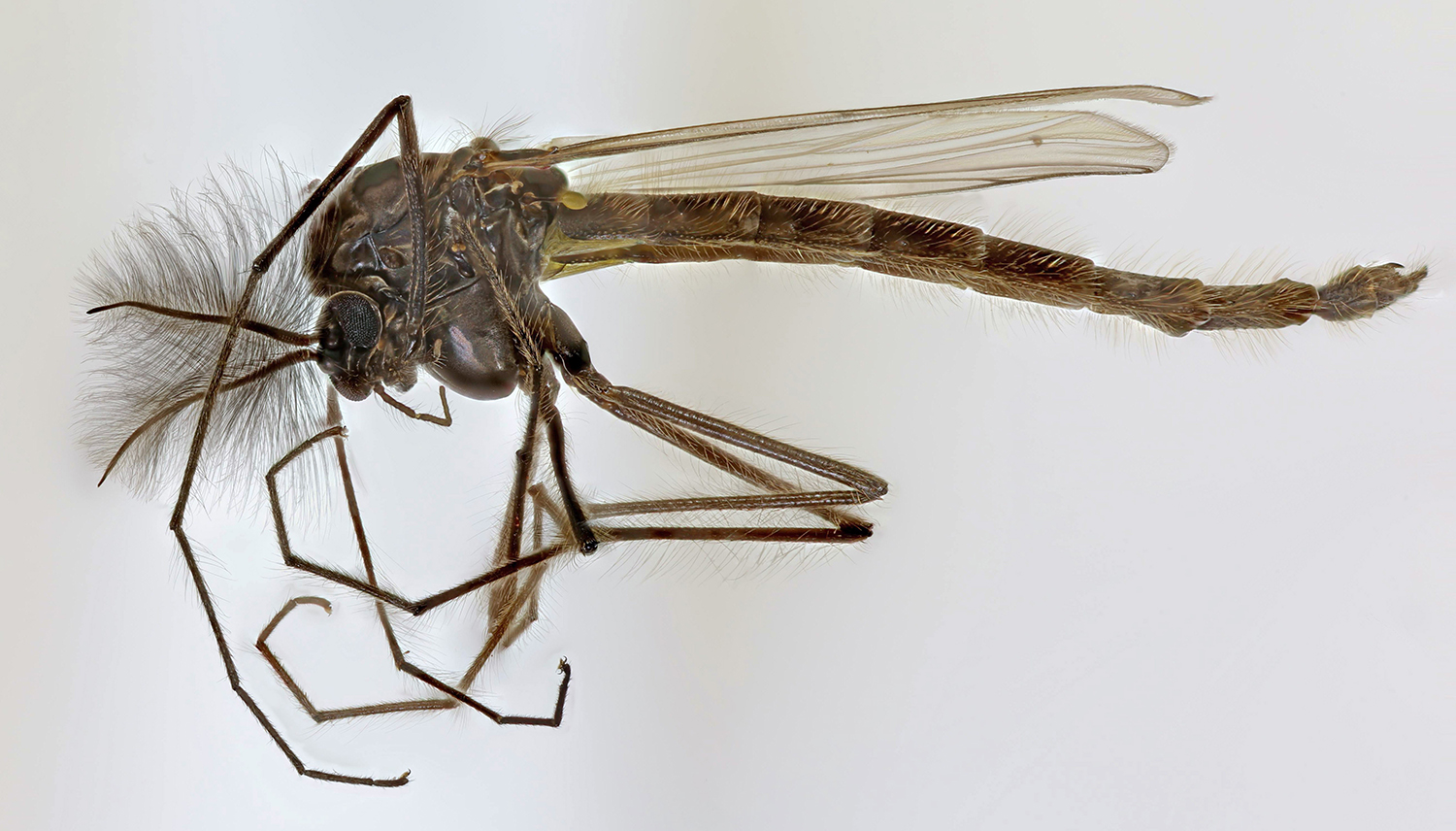
Chironomus anthracinus
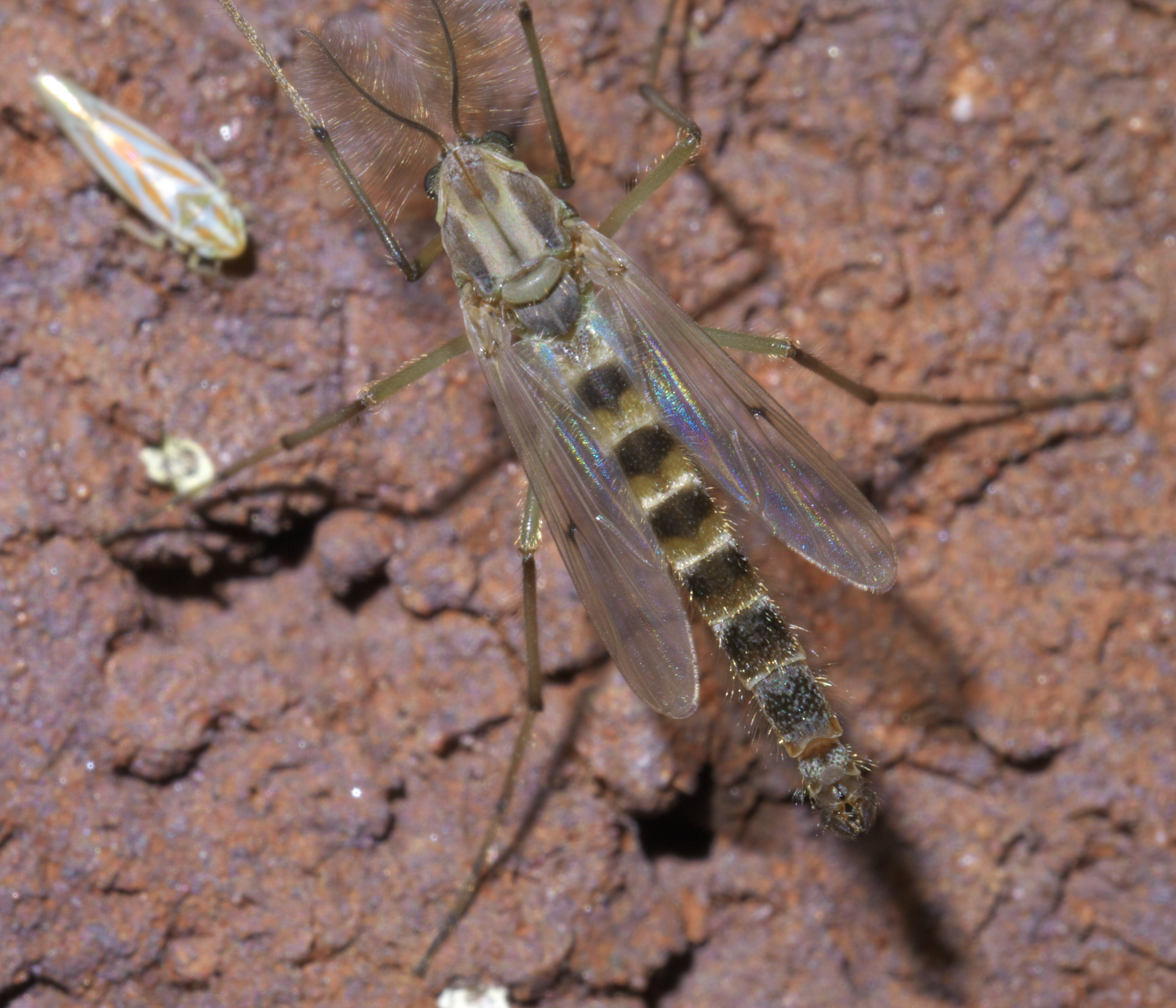
Chironomus crassicaudatus
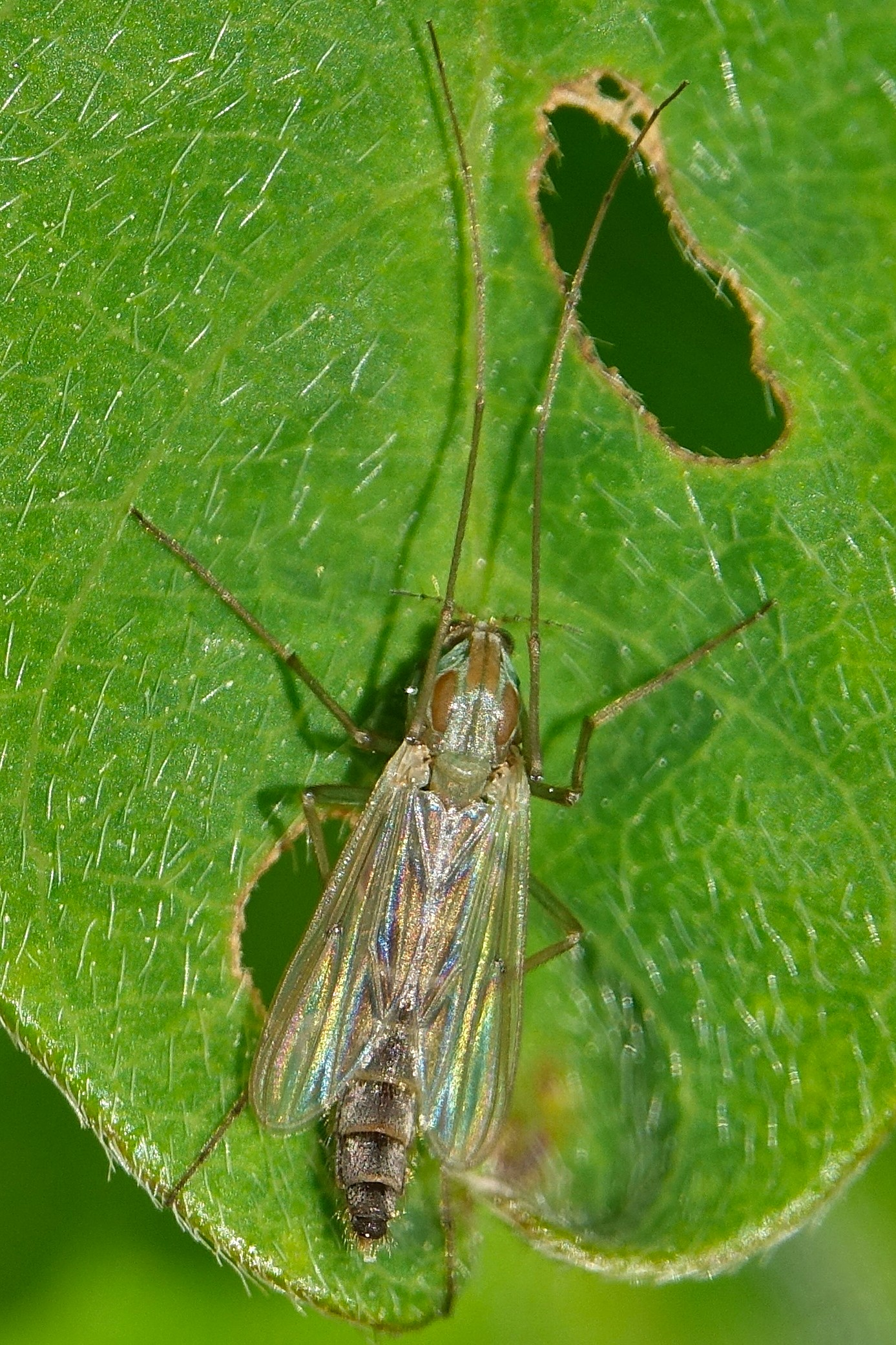
Chironomus yoshimatsui
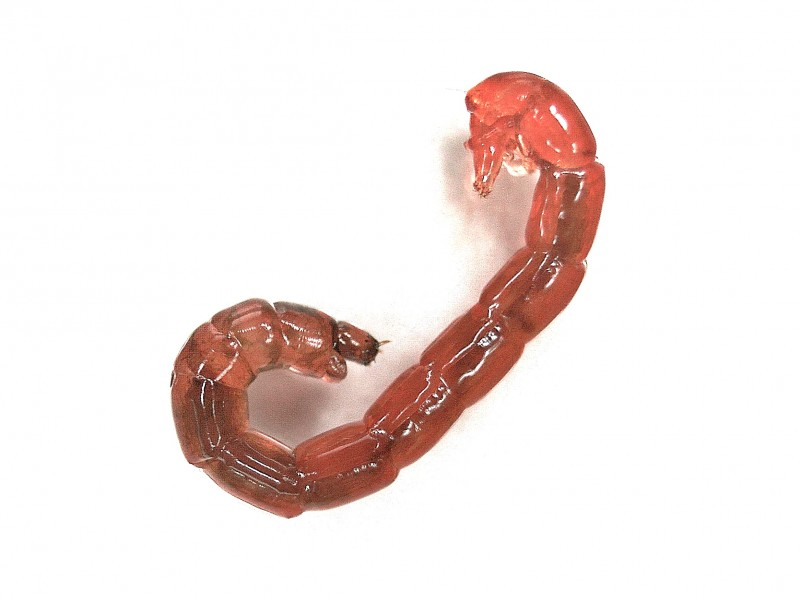
Chironomus sp. larva

## Soorten
- Chironomus aberratus Keyl, 1961
- Chironomus acerbiphilus Tokunaga, 1939
- Chironomus acerbus Hirvenoja, 1962
- Chironomus acidophilus Keyl, 1960
- Chironomus acutiventris Wuelker, Ryser & Scholl, 1983
- Chironomus agilis Shobanov & Dyomin, 1988
- Chironomus alpestris Goetghebuer, 1934
- Chironomus anchialicus Michailova, 1974
- Chironomus annularius Meigen, 1818
- Chironomus anonimi Williston
- Chironomus anonymus Williston, 1896
- Chironomus anthracinus Zetterstedt, 1860
- Chironomus aprilinus Meigen, 1818
- Chironomus athalassicus Cannings, 1975
- Chironomus atrella Townes, 1945
- Chironomus atritibia Malloch, 1934
- Chironomus atroviridis Townes, 1945
- Chironomus attenuatus Walker, 1848
- Chironomus balatonicus Devai, Wuelker & Scholl, 1983
- Chironomus beljaninae Wuelker, 1991
- Chironomus bernensis Kloetzli, 1973
- Chironomus bifimbriatus Kieffer, 1922
- Chironomus bimaculus Walker, 1848
- Chironomus biseta Townes, 1945
- Chironomus bonus Shilova & Dzhvarsheishvili, 1974
- Chironomus borealis Curtis, 1835
- Chironomus borokensis Kerkis, Filippova, Shobanov, Gunderina & Kiknadze, 1988
- Chironomus boydi
- Chironomus brevidentatus Hirvenoja & Michailova, 1998
- Chironomus brevipalpis Kieffer, 1926
- Chironomus brunneipennis Johannsen, 1905
- Chironomus calipterus Kieffer, 1908
- Chironomus carus Townes, 1945
- Chironomus chelonia Townes, 1945
- Chironomus cingulatus Meigen, 1830
- Chironomus clarus Hirvenoja, 1962
- Chironomus coaetaneus Hirvenoja, 1998
- Chironomus commutatus Keyl, 1960
- Chironomus crassicaudatus Malloch, 1915
- Chironomus cristatus Fabricius, 1805
- Chironomus cucini Webb, 1969
- Chironomus curabilis Belyanina, Sigareva & Loginova, 1990
- Chironomus decorus Johannsen, 1905
- Chironomus decumbens Malloch, 1934
- Chironomus dorsalis Meigen, 1818
- Chironomus edwardsi Kruseman
- Chironomus entis Shobanov, 1989
- Chironomus equisitum
- Chironomus esai Wuelker, 1997
- Chironomus esakii Tokunaga
- Chironomus excavatus Kieffer, 1917
- Chironomus excisus Kieffer, 1917
- Chironomus fraternus Wuelker, 1991
- Chironomus frommeri Atchley e Martin, 1971
- Chironomus fundatus Philinkova & Belyanina, 1993
- Chironomus globulus Philinkova & Belyanina, 1993
- Chironomus grande Wulker e Bulter, 1983
- Chironomus grandivalva (Shilova, 1957)
- Chironomus halophilus Packard, 1873
- Chironomus harti Malloch, 1915
- Chironomus hawaiiensis Grimshaw
- Chironomus heterodentatus Konstantinov, 1956
- Chironomus heteropilicornis Wuelker, 1996
- Chironomus holomelas Keyl, 1961
- Chironomus hyperboreus Staeger, 1845
- Chironomus improvidus Hirvenoja, 1998
- Chironomus inermifrons Pinder, 1978
- Chironomus islandicus (Kieffer, 1913)
- Chironomus jacundus Walker
- Chironomus jonmartini Lindeberg, 1979
- Chironomus lacunarius Wuelker, 1973
- Chironomus lasiopus Walker, 1848
- Chironomus longipes Staeger, 1839
- Chironomus longistylus Goetghebuer, 1921
- Chironomus lugubris Zetterstedt, 1850
- Chironomus luridus Strenzke, 1959
- Chironomus macani Freeman, 1948
- Chironomus major Wülker & Butler, 1983
- Chironomus maturo Johannsen, 1908
- Chironomus maturus Johannsen, 1908
- Chironomus melanderi Kieffer, 1917
- Chironomus melanescens Keyl, 1961
- Chironomus melanotus Keyl, 1961
- Chironomus mendax Stor†, 1936
- Chironomus milleri (Townes, 1945)
- Chironomus montuosus Ryser, Wuelker & Scholl, 1985
- Chironomus muratensis Ryser, Scholl & Wuelker, 1983
- Chironomus neocorax Wuelker & Butler, 1983
- Chironomus nigrifrons Linevich & Erbaeva, 1971
- Chironomus nigritibia Walker, 1848
- Chironomus nigrocaudatus Erbaeva, 1968
- Chironomus nuditarsis Keyl, 1961
- Chironomus nudiventris Ryser, Scholl & Wuelker, 1983
- Chironomus obtusidens Goetghebuer, 1921
- Chironomus ochreatus Townes, 1945
- Chironomus oculatus Shobanov, 1996
- Chironomus palaearcticus (Ashe, 1990)
- Chironomus pallidivittatus Malloch, 1915
- Chironomus pankratovi Grebenyuk, Kiknadze & Belyanina, 1989
- Chironomus parathummi Keyl, 1961
- Chironomus pauciplumatus Hardy, 1960
- Chironomus piger Strenzke, 1956
- Chironomus pilicornisFabricius, 1794
- Chironomus plumosa (Linnaeus, 1758)
- Chironomus plumosusLinnaeus, 1758
- Chironomus polonicus Michailova, Kownacki & Langton, 2013
- Chironomus prasinus Meigen, 1804
- Chironomus prior Butler, 1982
- Chironomus pseudomendax Wuelker, 1999
- Chironomus pseudothummi Strenzke, 1959
- Chironomus pungens Townes, 1945
- Chironomus ramosus
- Chironomus redeuns Walker
- Chironomus reservatus Shobanov, 1997
- Chironomus riihimakiensis Wuelker, 1973
- Chironomus riparius Meigen, 1804
- Chironomus salinarius Kieffer, 1915
- Chironomus samoensis Edwards, 1928
- Chironomus sanctipaula Sublette, 1966
- Chironomus sanctipauli Sublette, 1966
- Chironomus saxatilis Wuelker, Ryser & Scholl, 1981
- Chironomus solitus Linevich & Erbaeva, 1971
- Chironomus sollicitus Hirvenoja, 1962
- Chironomus sororius Wuelker, 1973
- Chironomus staegeri Lundbeck, 1898
- Chironomus stigmaterus Say, 1823
- Chironomus storai Goetghebuer, 1954
- Chironomus strenzkei Fittkau, 1968
- Chironomus striatus Strenzke, 1959
- Chironomus stylifera Johannsen
- Chironomus subtendens Townes
- Chironomus tamapullus Sasà, 1981
- Chironomus tardus Butler, 1982
- Chironomus tentans Fabricius, 1805
- Chironomus tenuistylus Brundin, 1949
- Chironomus trichomerus Walker, 1848
- Chironomus tuberculatus Townes, 1945
- Chironomus tuxis Curran, 1930
- Chironomus uliginosus Keyl, 1960
- Chironomus usenicus Loginova & Belyanina, 1994
- Chironomus utahensis Malloch, 1915
- Chironomus valkanovi Michailova, 1974
- Chironomus vancouveri Michailova and Fischer, 1986
- Chironomus venustus Pinder, 1978
- Chironomus viridulus Linnaeus
- Chironomus vockerothi Rasmussen, 1984
- Chironomus whitseli Sublette e Sublette, 1974
- Chironomus wulkeri Philinkova & Belyanina, 1993
- Chironomus yoshimatsui Martin & Sublette, 1972